# رافا بيريرا
رافا بيريرا (بالبرتغالية: Rafa Pereira‏) (مواليد 26 مايو 2001) هو لاعب كرة قدم برتغالي، يجيد اللعب في مركز الوسط لعب سابقاً في نادي دبا الحصن.

## روابط خارجية
رافا بيريرا على موقع قاعدة بيانات كرة القدم.إي يو (الإنجليزية)
- رافا بيريرا على موقع Soccerway.com (الإنجليزية)